# 斡儿伯
斡儿伯（?—?），蒙古首领俺巴孩的夫人，塔里忽台的祖母，统领俺巴孩遗留下来的直属民泰赤乌人。
铁木真的父亲也速该死后一年春天，俺巴孩的妻子斡儿伯、莎合台二人，到祭祀祖先之地，烧饭祭祀时，也速该夫人的诃额仑到得晚了。斡儿伯没有等她来，就分给祭胙的份子，诃额仑夫人问斡儿伯、莎合台二人：“难道因为也速该死了，我的儿子们还没有长大吗？分领祭祖的胙肉、供酒的时，为什么不等我到了分给我呢？你们眼看着我分不到吃的，你们出发时也不招呼我一声！”斡儿伯、莎合台二人呵斥她：“你有唤你非给不可的道理么？你有遇上了就得吃的道理么？你有请你非给不可的道理么？你有来了就得吃得道理么？你以为俺巴孩已经死了，就敢这样说！”随后，斡儿伯、莎合台二人率领属下的泰赤乌人把诃额仑母子撇下在营盘里迁走。